# 미셸 시아니
미셸 시아니(Michaël Ciani, 1984년 4월 6일 ~ )는 프랑스의 전 축구 선수이다.